# Igreja Evangélica Presbiteriana do Togo
A Igreja Evangélica Presbiteriana do Togo (em francês Église évangélique presbytérienne du Togo ou EEPT) é uma denominação presbiteriana, formada em 1959, quando a Igreja Evangélica Ewe foi dissolvida, dando origem às duas denominações presbiterianas nacionais, a EEPT e a Igreja Evangélica Presbiteriana do Gana.
A EEPT é também conhecida por sua atividade social, sendo constantes seus pronunciamentos sobre os temas políticos do país.

## História
De 1884 a 1914, o Togo esteve sob o domínio colonial alemão. No início da Primeira Guerra Mundial, a região de língua Ewe foi ocupada e dividida pela Grã-Bretanha e França e a região ocidental tornou-se parte do Gana. Depois da guerra, a Liga das Nações consignou o território do atual Togo de hoje à França.
A história da igreja remonta aos esforços dos missionários alemães entre os Ewe em meados do século XIX (Sociedade Missionária do Norte da Alemanha). A primeira congregação no território do atual Togo foi estabelecido em 1893.
Após a partida dos missionários alemães, a igreja procurou manter sua unidade. Em 1922 foi constituída a Igreja Evangélica Ewe (IEE) que incluía toda a região. Mas cada vez mais as duas partes desenvolveram seu próprio perfil, procurando manter um vínculo constitucional por meio de um sínodo comum que se reunia a cada três anos.
Cada vez mais, a “Missão de Paris” aceitava a responsabilidade pela igreja no Togo. Em 1929 a igreja no Togo começou sua própria escola teológica e começou o trabalho evangelístico entre os Kabye no Norte.
Em 1955, a Igreja Unida de Cristo começou a trabalhar no Togo e, a partir de 1960, a Sociedade Missionária do Norte da Alemanha retomou as atividades. Em 1959 a igreja ganhou a independência, enquanto a outra parte da IEE tornou-se a Igreja Evangélica Presbiteriana do Gana.
Um ano depois, o Togo tornou-se independente. Os anos seguintes foram um período de renovação e expansão. Em 1965, diante do início da ditadura no país, a igreja emitiu um comunicado reforçando o dever das igrejas de levantar a voz nos assuntos públicos.
Em 1984 a igreja iniciou suas atividades entre os Kokomba no noroeste e se expandiu por todo o país.
Em 2006, a denominação tinha 180.000 membros, em 581 igrejas, sendo a maior denominação presbiteriana do país.
Em 2016, foram estimados 127.817 membros, em 591 igrejas e congregações.

## Doutrina
A denominação subscreve o Credo dos Apóstolos e o Credo Niceno. Além disso, permite a ordenação de mulheres e se opõe ao casamento entre pessoas do mesmo sexo.

## Relações Inter-Eclesiásticas
A igreja é membro do Concílio Mundial das Igrejas  e Comunhão Mundial das Igrejas Reformadas.
Além disso, a denominação tem relação muito próxima com a Igreja Evangélica Presbiteriana do Gana.